# Bart István (műfordító)
Bart István (Budapest, 1944. július 1. – 2019. június 27.) magyar író, műfordító, könyvkiadó. Felesége Klaudy Kinga nyelvész.

## Életpályája
Az I. István Gimnáziumban érettségizett, 1968-ban a budapesti Eötvös Loránd Tudományegyetemen szerzett magyar–angol szakos tanári diplomát. 1971-ig nyelvtanárként dolgozott, majd 1971-től szabadfoglalkozású. Írói, fordítói munkássága mellett egész pályafutása során könyvkiadókban dolgozott, 1973-tól 1984-ig az Európa Könyvkiadó szerkesztője, 1976-tól a Valóság szerkesztője, 1984-től 2003-ig a Corvina Könyvkiadó igazgatója volt, 2004-től 2011-ig a CEU Press igazgatójaként működött. Mindemellett az 1980-as években a Magyar PEN Club főtitkára, illetve 1991-től 2008-ig a Magyar Könyvkiadók és Könyvterjesztők Egyesülése elnöke volt.

## Művei
Főbb művek:

### A boldogtalan sorsú Rudolf trónörökös (1984)
Az ismeretlen körülmények között elhunyt Rudolf trónörökös fia halálának körülményeit járja körül az író, közben politikai, történelmi és lélektani fejtegetésekbe bocsátkozik, és a hajdan meg nem semmisített adatokat egy detektív pontosságával illeszti egybe. A regényből megismerjük az Osztrák–Magyar Monarchia bürokratikus politikai rendszerét is.
A könyv számos idegen nyelven is megjelent:
- Rudolf, nešťastný následník "L'ubostny román"; szlovákra ford. Karol Wlachovsky; Tatran, Bratislava 1986 (Zenit, 54.)
- Mary og Rudolf en gamle, sörgelige (og laererige?) historie om dramaet pa Mayerling fortalt pa ny knap hundrede ar efter af den laerde og vittige; dánra ford. Peter Eszterhás; Vindrose, Köbenhavn 1987
- Rudolf, nesrečni prestolonaslednik "Ljubezenski roman"; szlovénra ford. Vlado Petersic; Pomurska zalozba, Murska Sobota 1987 (Sozvocje)
- Den olycklige prinsen i Mayerling; svédre ford. Frans och Ulla; Norstedts, Stockholm 1987
- Nyezadacslivaja szugyba kronprinca Rudolfa. "Ljubovnij roman"; oroszra ford. Tatyjana Voronkina; Raduga, Moszkva, 1988
- Rudolf, der unglückselige Kronprinz in Liebesroman; németre ford. Almos Csongár; Verlag der Nation, Berlin, 1990
- Zloszasztnata szadba na presztolonaszlednika Rudolf; bolgárra ford. Mikaela Vazarova-Zaimova; Narodna kultura, Sofia, 1990
- Destinul nefericit al prinţului Rudolf. Roman istoric; románra ford. Skultéty Sándor; Humanitas, Bucuresti, 1994 (Istorie)
- Nyezadacslivaja szugyba kronprinca Rudolfa. Roman-essze; oroszra ford. Tatyjana Voronkina; Raduga, Moszkva, 2001 (Szkvoz prizmu vremenyi)
- Rudolf, der unglückselige Kronprinz. Ein Liebesroman; németre ford. Csongár Álmos; Scholastica, Bp., 2000

### Elemér utca három (1990)
A kötet tíz írása a gyerekkor, a hajdani Elemér utca tárgyi világát idézi föl minimalista (és a fordítóra-szótárkészítőre jellemző) részletességgel, pontosításokkal; egyszerre líraian, iróniával és tárgyszerű tömörséggel. Megjelenik a tejesüveg és a tejcsarnok, a szódásüveg madárfeje, a roller és még számos tárgy (bőven a műanyag kora előtti időkből), valamint a hajdani foglalkozások képviselői: a jeges, a szemetes, a viceházmester és mások; nyomokban olvashatunk a házbeli emberek viselkedéséről is. Az ötvenes évek elején járunk, a politikai óvatosság és bizonytalanság korában, ahogy a gyerek szemlélő próbálja megfejteni maga körül a világot.

### Angol–magyar / Amerikai–magyar kulturális szótár (1998–2000)
A két szótár a brit, illetve az amerikai élet és életforma jellemző szokásait és hagyományait, a
mindennapi élet és az ünnepek rítusait gyűjti össze, bemutatja az országra jellemző életforma kellékeit, kitér az öltözködésre, az étkezésre és a sportra ugyanúgy, mint a jogi kérdésekre, az állam és az egyház intézményeire.

## Kötetei
- Futószalag és kultúra. Esszék a mai amerikai kulturális életről; szerk. Bart István, Hernádi Miklós; Gondolat, Bp., 1972
- Fordításelméleti szöveggyűjtemény; szerk. Bart István, Klaudy Kinga; Tankönyvkiadó, Bp., 1980
- Walter Scott világa; Európa, Bp., 1980 (Írók világa)
- A műfordítás ma. Tanulmányok; szerk. Bart István, Rákos Sándor; Gondolat, Bp., 1981
- A boldogtalan sorsú Rudolf trónörökös. "Szerelmi regény"; Helikon, Bp., 1984
- Present continuous. Contemporary Hungarian writing; szerk. Bart István; Corvina, Bp., 1985
- Elemér utca három; Magvető, Bp., 1990 (Rakéta Regénytár)
- Bart István–Klaudy Kinga–Szöllősy Judy: Angol fordítóiskola. Fordítás angolról magyarra és magyarról angolra; Corvina, Bp., 1996
- Angol–magyar kulturális szótár; Corvina, Bp., 1998
- Bart István–Klaudy Kinga–Szöllősy Judy: Angol fordítóiskola. Fordítás angolról magyarra és magyarról angolra; 2. jav. kiad.; Corvina, Bp., 1998
- Hungary & the Hungarians. 111 keywords. Selected from a concise dictionary of facts and beliefs, customs, usage and myths; angolra ford. Judith Sollosy; Corvina, Bp., 1999
- Hungary & the Hungarians. The keywords. A concise dictionary of facts and beliefs, customs, usage & myths; angolra ford. Judith Sollosy; Corvina, Bp., 1999
- Amerikai–magyar kulturális szótár; Corvina, Bp., 2000
- Ungarn. Land und Leute. Ein kleines Konversationslexikon der ungarischen Alltagskultur; németre ford. Zádor Éva; Corvina, Bp., 2000
- Bart István–Klaudy Kinga–Szöllősy Judy: Angol fordítóiskola. Fordítás angolról magyarra és magyarról angolra; 3. jav. kiad.; Corvina, Bp., 2000
- La Hongrie et les Hongrois. Les mots-clés de l'histoire et de la vie quotidienne. Dictionnaire abrégé des faits et des croyances, des mythes et des coutumes; franciára ford. Camille Defourny, Fáber András; Corvina, Bp., 2001
- Angol–magyar kulturális szótár; 2. bőv. kiad.; Corvina, Bp., 2002
- Világirodalom és könyvkiadás a Kádár-korszakban; Osiris, Bp., 2002
- Bart István–Klaudy Kinga–Szöllősy Judy: Angol fordítóiskola. Fordítás angolról magyarra és magyarról angolra; 4. jav. kiad.; Corvina, Bp., 2003
- Bart István–Klaudy Kinga: EU fordítóiskola. Európai uniós szövegek fordítása angolról magyarra; Corvina, Bp., 2003
- A könyvkiadás mestersége; Osiris, Bp., 2005 (Osiris kézikönyvek)
- Russzkim o vengrah. Kulʹturologicseszkij szlovarʹ; oroszra ford. Tatyjána Voronkina; Raduga, Moszkva, 2005
- Budapest krónikája a kezdetektől napjainkig; szerk. Bart István; Corvina, Bp., 2007
- Hungary & the Hungarians. The keywords. A concise dictionary of facts and beliefs, customs, usage & myths; angolra ford. Judith Sollosy; 3. jav. kiad.; Corvina, Bp., 2007
- Hungary & the Hungarians. The keywords. A concise dictionary of facts and beliefs, customs, usage & myths; angolra ford. Judith Sollosy; 4. jav. kiad.; Corvina, Bp., 2015
- Amerikai kulturális szótár; 2. átdolg., jav., bőv. kiad.; Corvina, Bp., 2017

## Műfordításai
Bart István angol, amerikai és ír íróktól fordított (többek közt Jack Londont, E. A. Poe-t, Lawrence Ferlinghettit, Muriel Sparkot, Walter Scottot, Philip Rothot, B. S. Johnsont, Henry Millert, Frederick Forsythot, Richard Hughest, Bernard Malamudot, Norman Mailert, Samuel Beckettet, Trevor Griffithst, Arthur Koestlert, Seán O’Casey-t, Bret Easton Ellist, Cormac McCarthyt, Jonathan Franzent és Don  DeLillót).

## Díja, kitüntetése
- Wessely László-díj (1984)
- A Magyar Érdemrend lovagkeresztje (2003)